# یوستا لوفگرین
یوستا لوفگرین (سوئدی: Gösta Löfgren; ۲۹ اوت ۱۹۲۳ – ۵ سپتامبر ۲۰۰۶) بازیکن و مربی فوتبال اهل سوئد بود.
وی همچنین در تیم ملی فوتبال سوئد بازی کرده‌است.
وی در مسابقات کشوری و بین‌المللی در مجموع برندهٔ ۱ مدال برنز شده‌است.